# 观象山地磁房
36°04′15.7″N 120°19′16.6″E / 36.071028°N 120.321278°E
观象山地磁房旧址位于中国山东省青岛市市南区观象山北麓，观象山公园内，为观象台主楼西侧的一处平房建筑，高约4米，建筑面积438平方米，设计者为青岛气象天测所所长（后任青岛观象台首任台长）布鲁诺·迈尔曼（Bruno Meyermann）。
该建筑为中国最早的地磁观测室，最初属德国在青岛设立的气象天测所，与气象台主楼同为天测所1905年迁址观象山后所建，主要用于青岛及山东沿海地区的地磁观测和开展相关研究，具体观测项目包括磁偏、磁倾、平磁力及垂磁力等。为保证观测的准确性，建筑全部采用不含铁的材料砌筑（如石灰石、木材、铜活页、铜钉等），周围亦确保无含铁物质存在。其正规地磁观测始于1910年，至1957年3月因业务移交中国科学院而终止。
由于地磁观测地点更换，该建筑逐渐荒废，曾一度成为拾荒人员的集居地，直至2005年维修。但因内部已无任何设施，其后被出租给宠物会所使用。